# Belvì
Belvì är en ort och kommun i provinsen Nuoro i regionen Sardinien i sydvästra Italien. Kommunen hade 596 invånare (2017).